# Мочулинцы
Мочулинцы (укр. Мочулинці) — село в Волочисском районе Хмельницкой области Украины.
Население по переписи 2001 года составляло 124 человека. Почтовый индекс — 31266. Телефонный код — 3845. Занимает площадь 1,15 км². Код КОАТУУ — 6820985002.

## Местный совет
31266, Хмельницкая обл., Волочисский р-н, с. Павликовцы